# Smerup Kirke
Smerup Kirke ligger i landsbyen Smerup ca. 8 km NØ for Faxe (Region Sjælland).

## Eksterne kilder og henvisninger
- Smerup Kirke på KortTilKirken.dk
- Smerup Kirke i bogværket Danmarks Kirker (udg. af Nationalmuseet)

- Wikimedia Commons har flere filer relateret til Smerup Kirke